# Uxmal

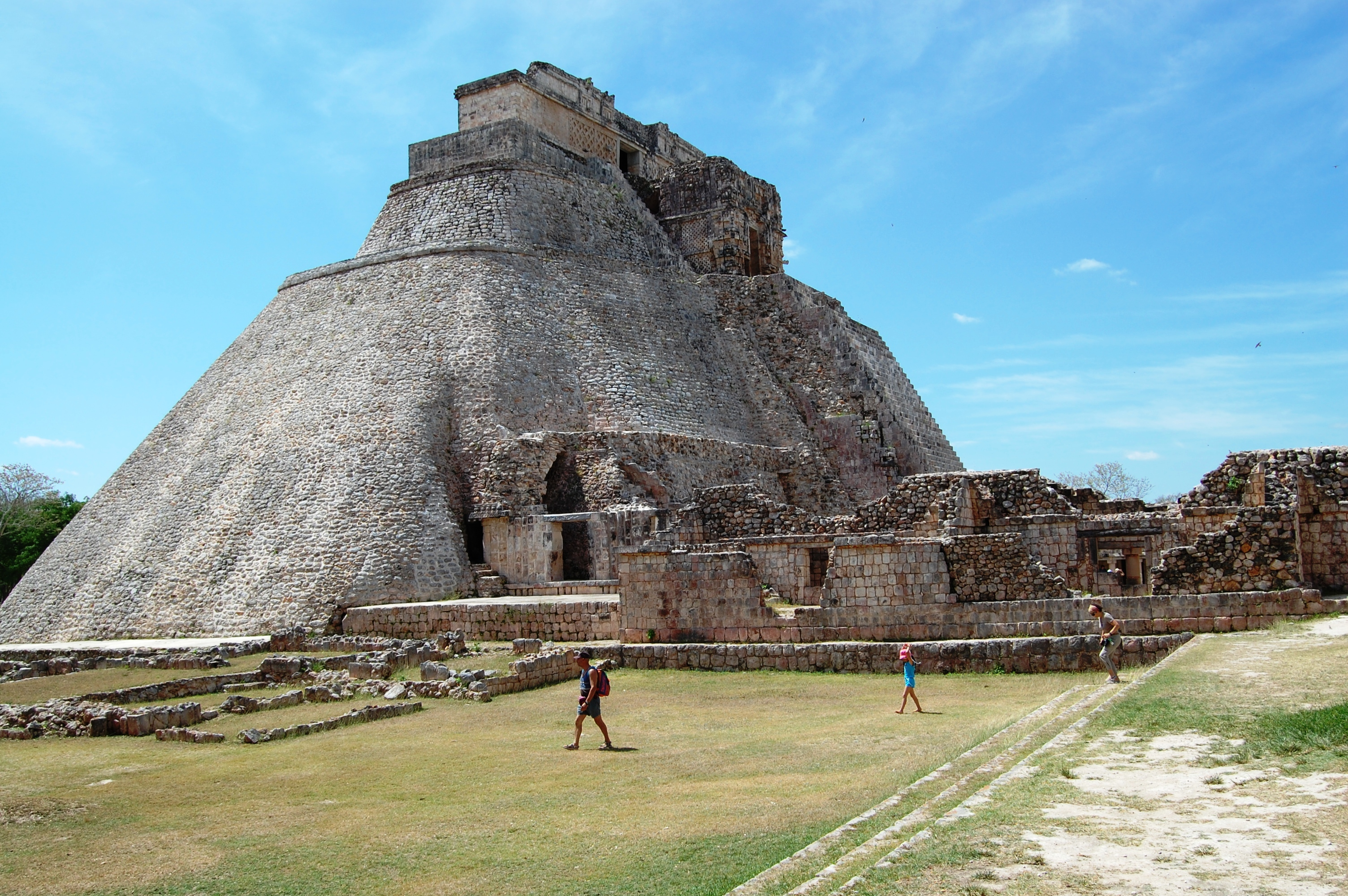
Piramide van de tovenaar

Uxmal is een Maya-ruïnestad op het Mexicaanse schiereiland Yucatán, 80 kilometer ten zuiden van Mérida. Waarschijnlijk betekent de naam Uxmal (uitgesproken als Usjmaal) "driemaal gebouwd", maar dat is niet helemaal zeker.

## Geschiedenis
Centra als Uxmal, Kabah, Labná, Sayil en Chacmultún kwamen tot bloei toen machtige stadstaten zoals Palenque, Tikal en Copán langzaam, om onbekende redenen, werden verlaten en begraven onder oprukkende, tropische vegetatie. Die centra bestonden al in de preklassieke periode (ca. 2000 v. Chr. - 500 n. Chr.), maar ze ontwikkelden zich tussen 800 en 1000 tot belangrijke centra.
Uxmal werd rond het jaar 500 door Hun Uitzil Chac Tutul Xiu gesticht. De macht bleef voor eeuwen in de handen van de familie Xiu. Het grootste gedeelte van de stad werd tussen 700 en 1000 gebouwd. De heerser Chac regeerde de stad rond 900. Op het hoogtepunt leefden er zo'n 25.000 mensen. Rond 1200 verloor de stad aan betekenis en verplaatsten de Xiu hun hoofdstad naar Maní. Beschrijvingen van Spaanse conquistadores duiden er echter op dat Uxmal in de 16e eeuw nog bewoond was.
Uxmal werd uitgebreid besproken in John Lloyd Stephens' Incidents of Travel in Yucatan (Vol. I en II). Hij was ontdekkingsreiziger in de 19e eeuw (1839-1843). Frederick Catherwood reisde samen met hem en maakte er tekeningen. Graaf Waldeck was hen in 1834 voorgegaan, in opdracht van Lord Kingsborough.
Uxmal staat op de lijst van Werelderfgoed van de UNESCO.

## Architectuur
De architectuur in deze steden staat bekend als de Puuc-stijl. Puuc is de naam van het gebied waar deze stijl is aangetroffen. Kenmerkend voor deze stijl 'is het steenmozaïek op de bovenste gevels van de gebouwen: ruiten, meanders, gestileerde dieren en halve zuilen vormen friezen die op prachtige geweven stoffen lijken.' De Chac-cultus komt er veel in voor. Chac was de Maya-regengod. Hij werd met een 'slurfneus' afgebeeld.
Bij de bouwwerken van Uxmal staan veel stèles, maar die geven geen enkele historische informatie.

## Bezienswaardigheden
De belangrijkste gebouwen zijn het Schildpaddenhuis, het Nonnenhuis, het Duivenhuis, het Paleis van de Gouverneur en de Piramide van de Tovenaar (of Waarzegger). Er is ook een veld voor het 'rituele balspel'.
Het Paleis van de Gouverneur is op een groot platform gebouwd, 'waaronder zich bouwwerken uit vroeger tijden bevinden.' Het Paleis is zeer nauwkeurig geplaatst: vanaf de hoofdingang kon door astronomen 'het klimmen' van de planeet Venus worden waargenomen.
Op de Piramide van de Tovenaar staat een klein heiligdom, 'waarvan de gevel in Chenes-stijl gedecoreerd is met een Aardmonster met gapende kaken.'
Uxmal bestaat onder meer uit:
- Noordelijke groep
- Platform van de Steles
- Binnenhof van het nonnenklooster
- Piramide van de tovenaar
- Begraafplaatsgroep
- Balspelbaan
- Huis van de schildpadden
- Paleis van de gouverneur
- Huis van de duiven
- Grote Piramide
- Zuidelijke groep
- Piramide van de oude vrouw

## Afbeeldingen

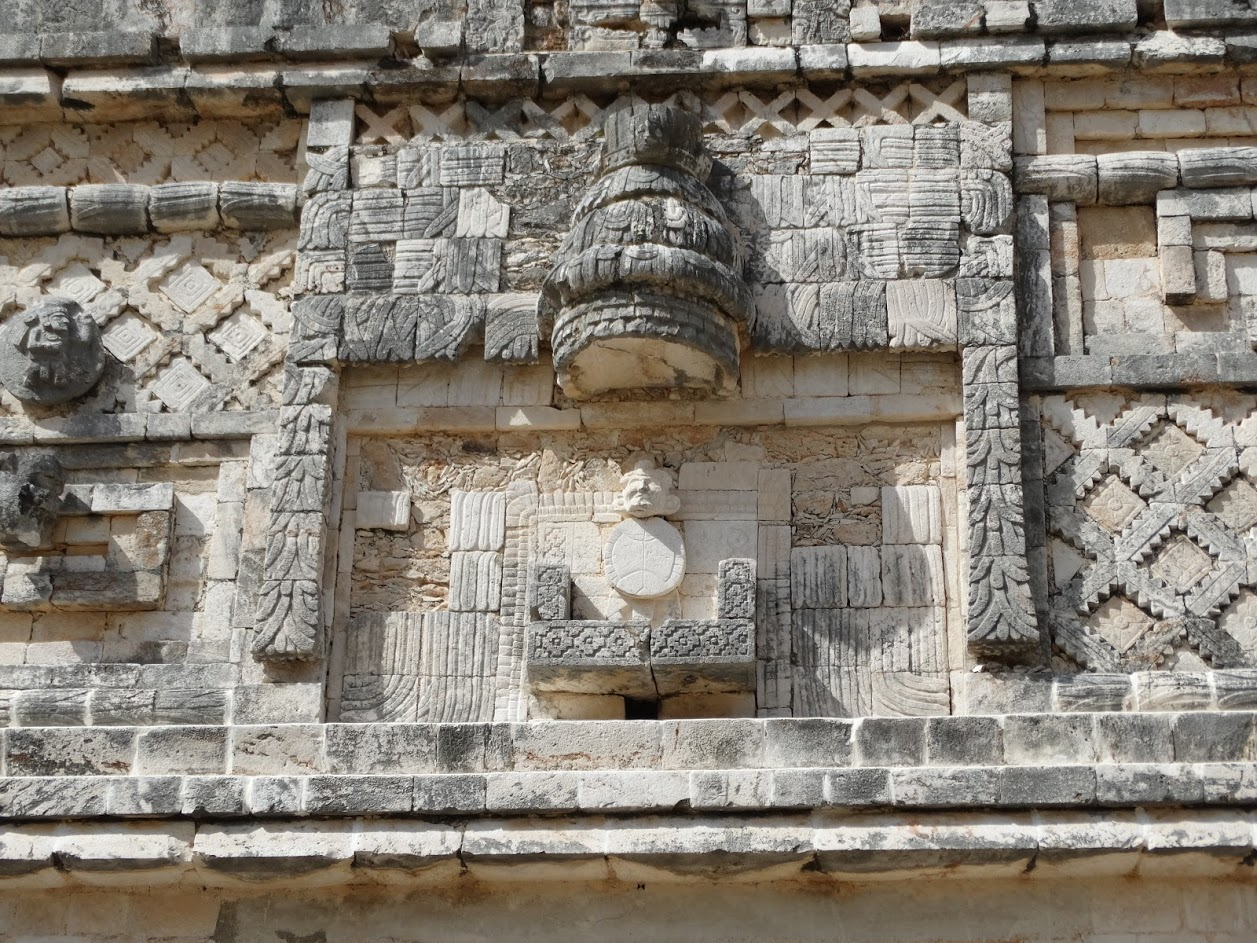
Traditionele Maya-symbolen
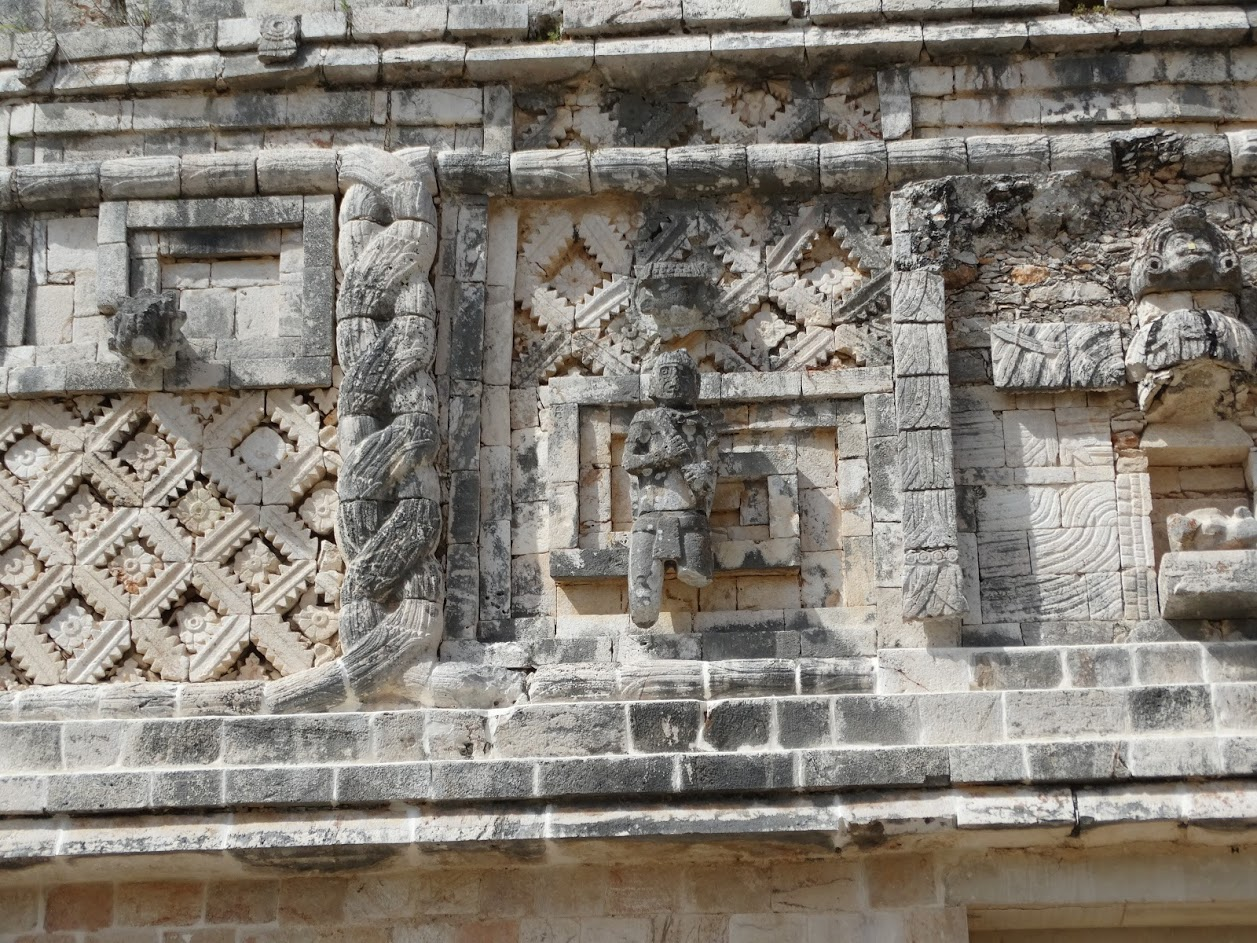
Maya-beelden van mensen en dieren
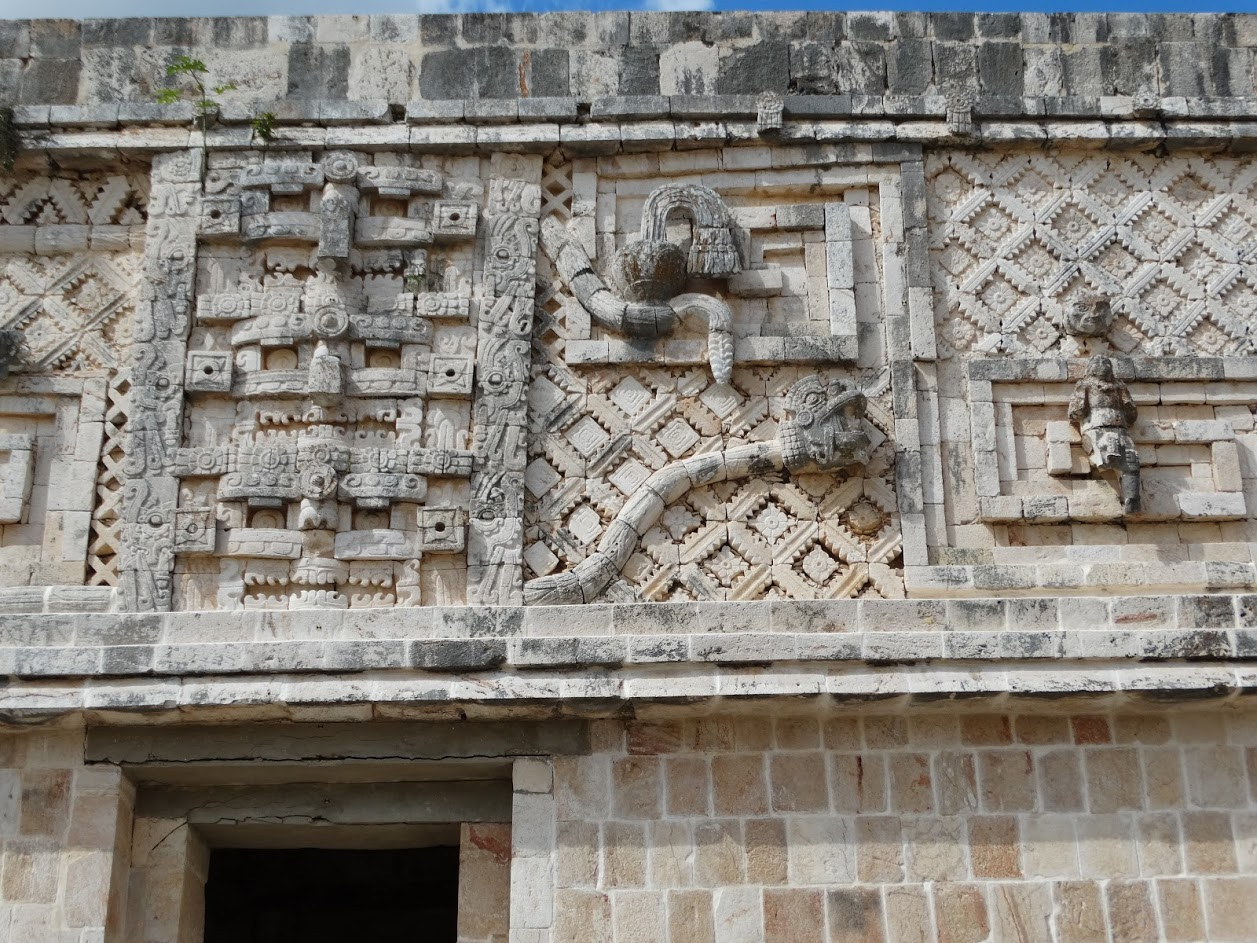
Slang en traditioneel Maya-rooster
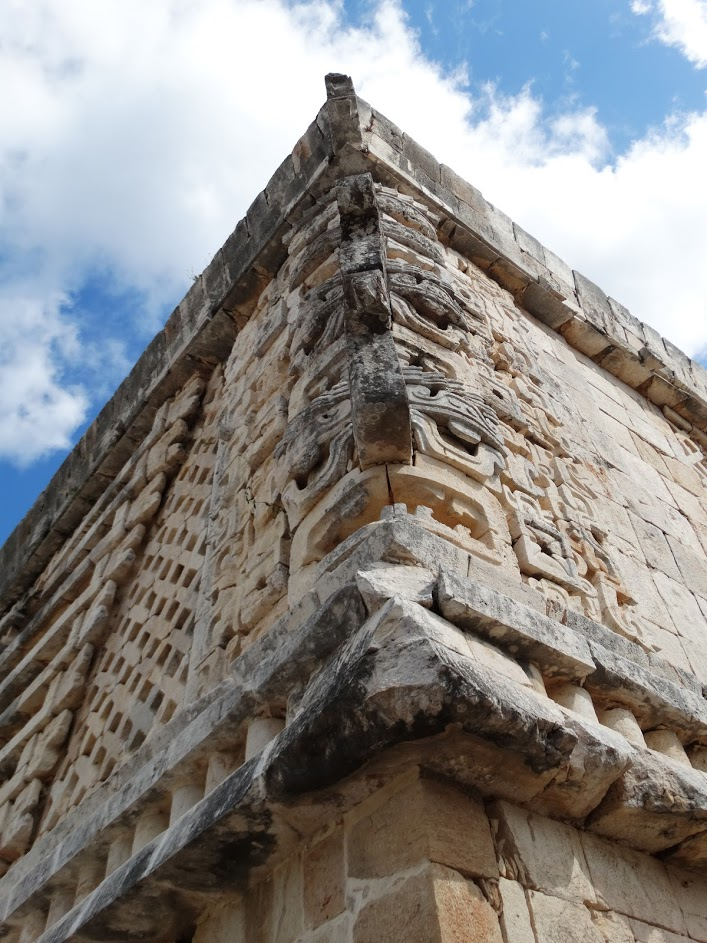
Sculpturale afbeelding op de hoek van het gebouw
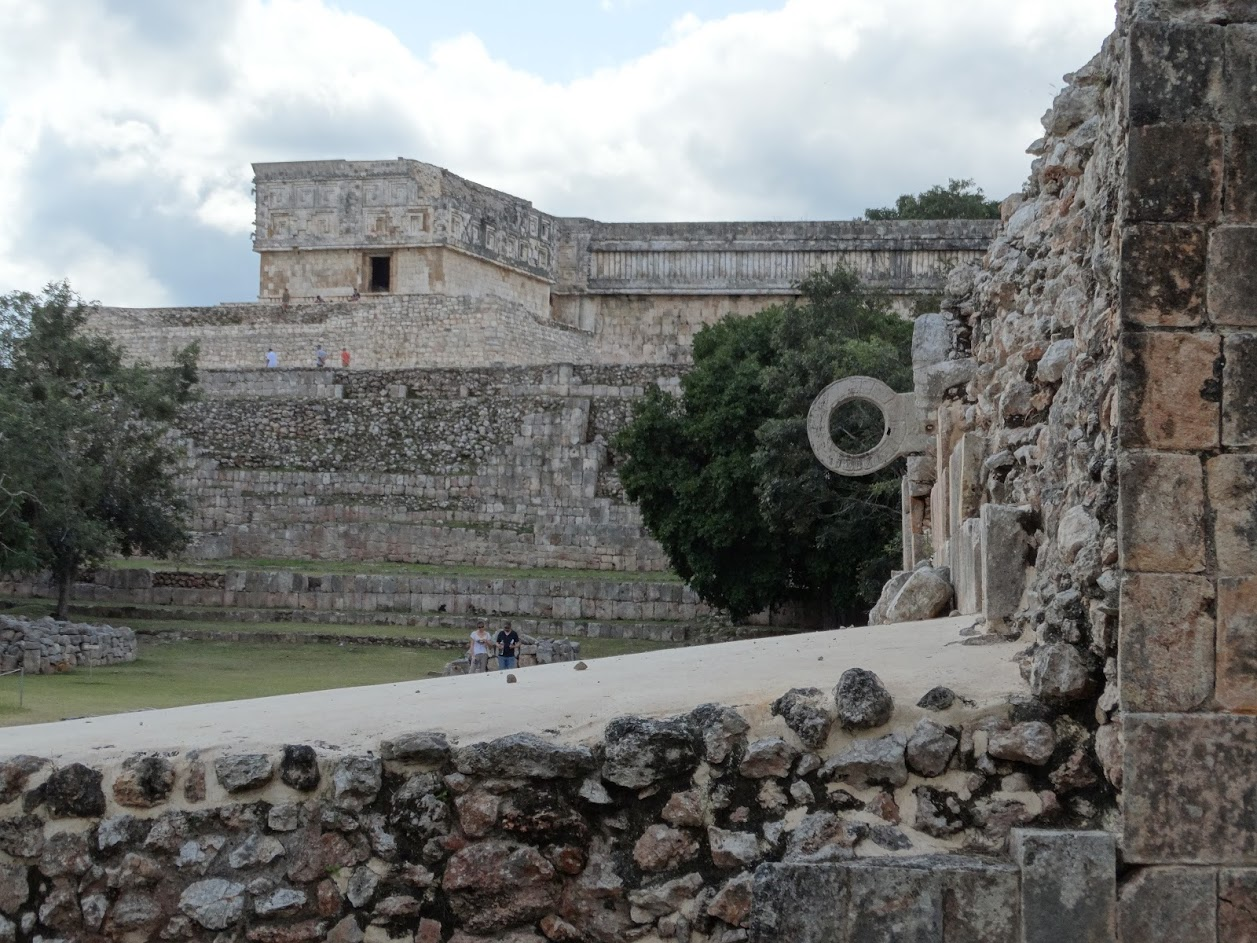
Balspel ring (aangevuld met casting)
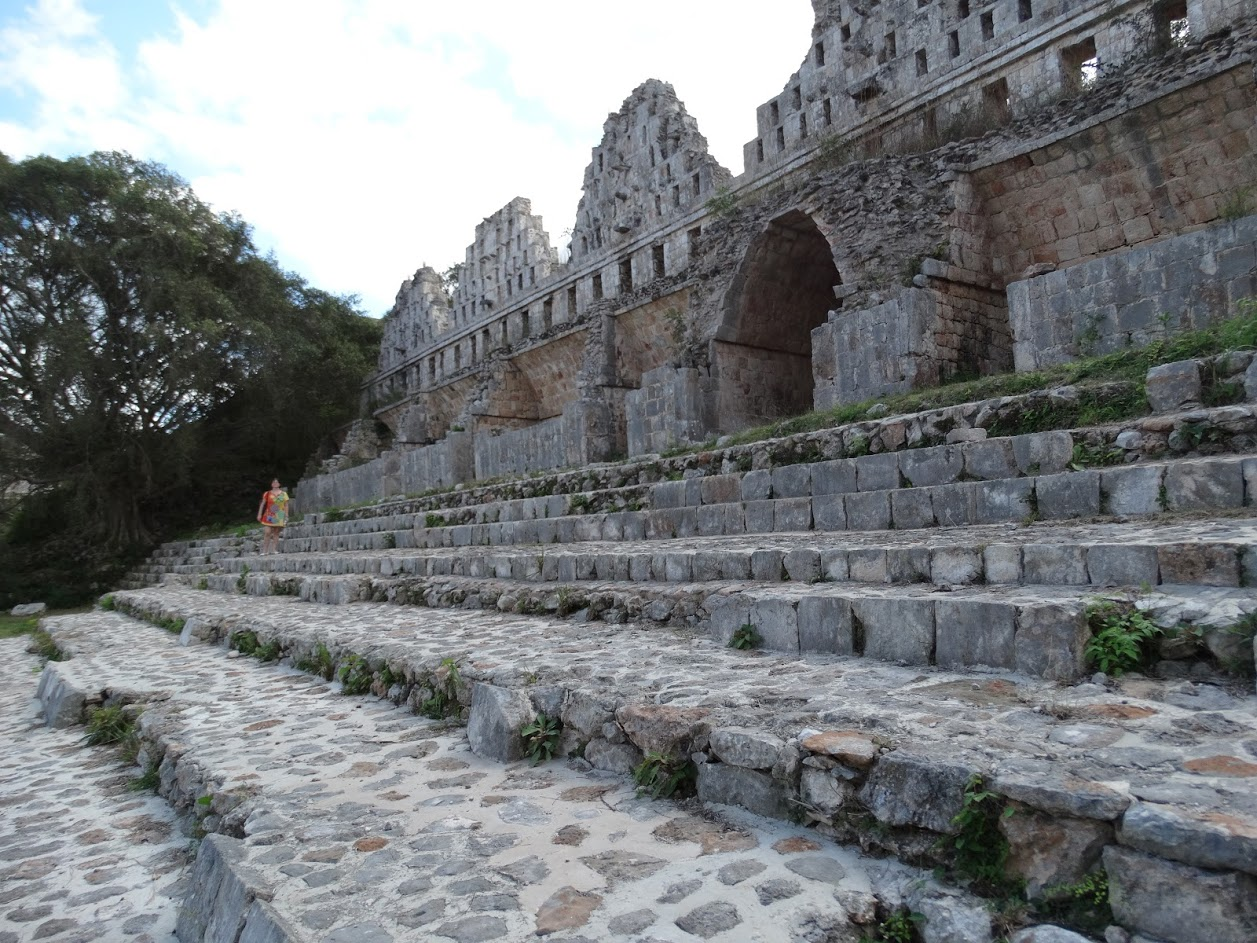
Duiventil
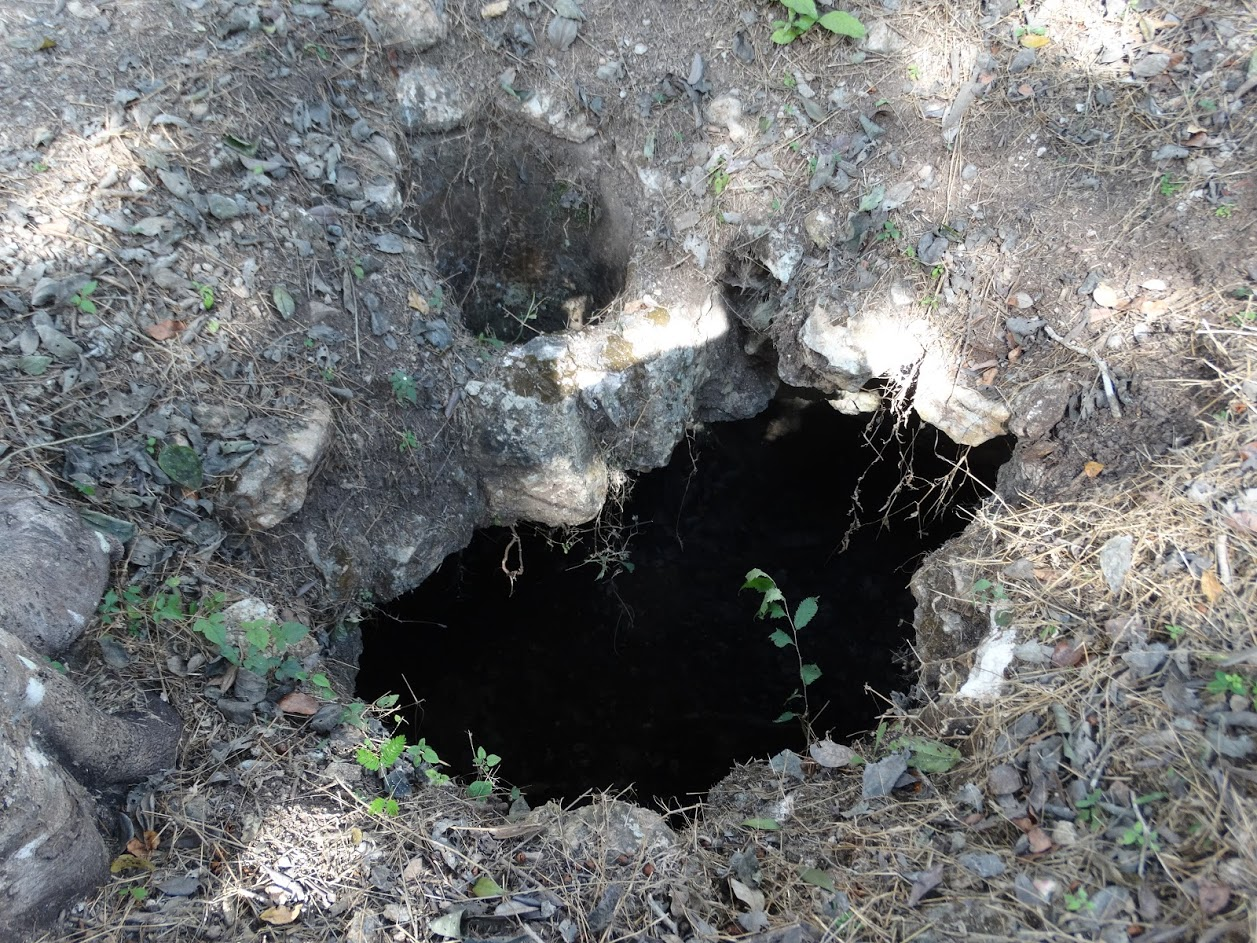
Ondergrondse wateropslag
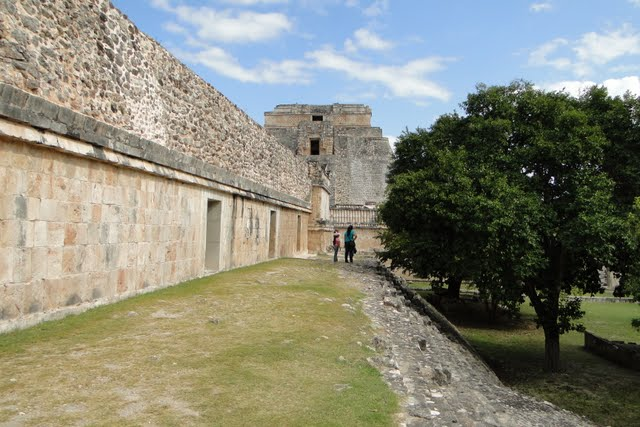
Nonnenklooster en de piramide van de tovenaar